# Paul Craja
Paul Craja (n. 1911, Macedonia - d. 22 septembrie, 1939, Râmnicu Sărat) a fost un medic român și comandant legionar, membru al partidului „Totul pentru Țară”.
Paul Craja s-a născut în Macedonia în 1911. Familia s-a stabilit în România după Primul Război Mondial
Studiază medicina la București. În 1936 este ales la conducerea Societății Studenților în Medicină. În timpul prezidențiatului său se construiește sanatoriul de odihnă pentru studenți din Mangalia, cu 130 de locuri. A fost condamnat la un an și jumătate închisoare cu suspendare în 1936 pentru atitudinea și activitatea sa legionară și anti-guvernamentală.
A fost asasinat la Râmnicu Sărat, în masacrul antilegionar ordonat de Carol al II-lea la 22 septembrie 1939.